# ابرخوشه لانیاکیا
ابرخوشهٔ لانیاکیا (انگلیسی: Laniakea Supercluster) یک ابرخوشهٔ بسیار بزرگ است که خوشهٔ دوشیزه (سنبله) و کهکشان راه شیری در آن قرار دارد.
این ابرخوشه ۲۵۰ میلیون سال نوری قطر دارد و شامل صدهزار کهکشان می‌شود.
ابرخوشهٔ لانیاکیا در نتیجهٔ تحقیقات یک تیم نجومی در دانشگاه هاوایی در مانوا کشف شد. لانیاکیا به معنی «بهشت بیکران» است.